# Stříbrná
Obec Stříbrná (německy Silberbach) se nachází v okrese Sokolov, kraj Karlovarský. Součástí obce jsou osady Rájec (známější pod jménem Nancy) a Nová Ves (něm. Neudorf). Jedná se o typickou obec se zástavbou soustředěnou při hlavní cestě a roztroušenou po okolních svazích. Žije zde 443 obyvatel.
Obec se rozkládá v katastrálních územích Stříbrná o rozloze 23,9  km2 a Nová Ves u Kraslic o rozloze 9,6  km2.

## Název
Německé jméno obce Silberbach nepochybně souvisí s názvem místního potoka. O pojmenování mluví i zdejší pověsti, spojované se starým hradem na Zámeckém vrchu. Podle pověsti dostal potok jméno podle stříbrné koule z hradní věže, která se do něho při dobývání hradu skulila. Jméno potoka a obce nemůžeme spojovat ani s těžbou stříbrné rudy. Ta se zde sice těžila, ale nepatřila k hlavním rudám, kterou byla cínová ruda. V minulosti byl téměř každý potok s čistou průzračnou vodou a s písčitým dnem, nazýván stříbrným.

## Přírodní poměry
Z geomorfologického hlediska se území řadí do celku Krušné hory, podcelku Klínovecká hornatina. Území obce je poměrně rozsáhlé a jeho nadmořská výška se pohybuje mezi 600 až 800 metry. Horské a lesní porosty, tvořící největší část území, mají nadmořskou výšku 750 až 850 metrů. Řada okolních vrcholů však převyšuje nadmořskou výšku 900 m. Nejvyšší horou je Špičák (995 m), jehož vrchol je nejvyšším bodem nejen Kraslicka, ale i celého Sokolovského okresu. Území obce se rozkládá v západní části přírodního parku Přebuz, obcí protéká Stříbrný potok. Do katastrálního území Stříbrná zasahuje část ptačí oblasti Západní Krušné hory.

## Historie

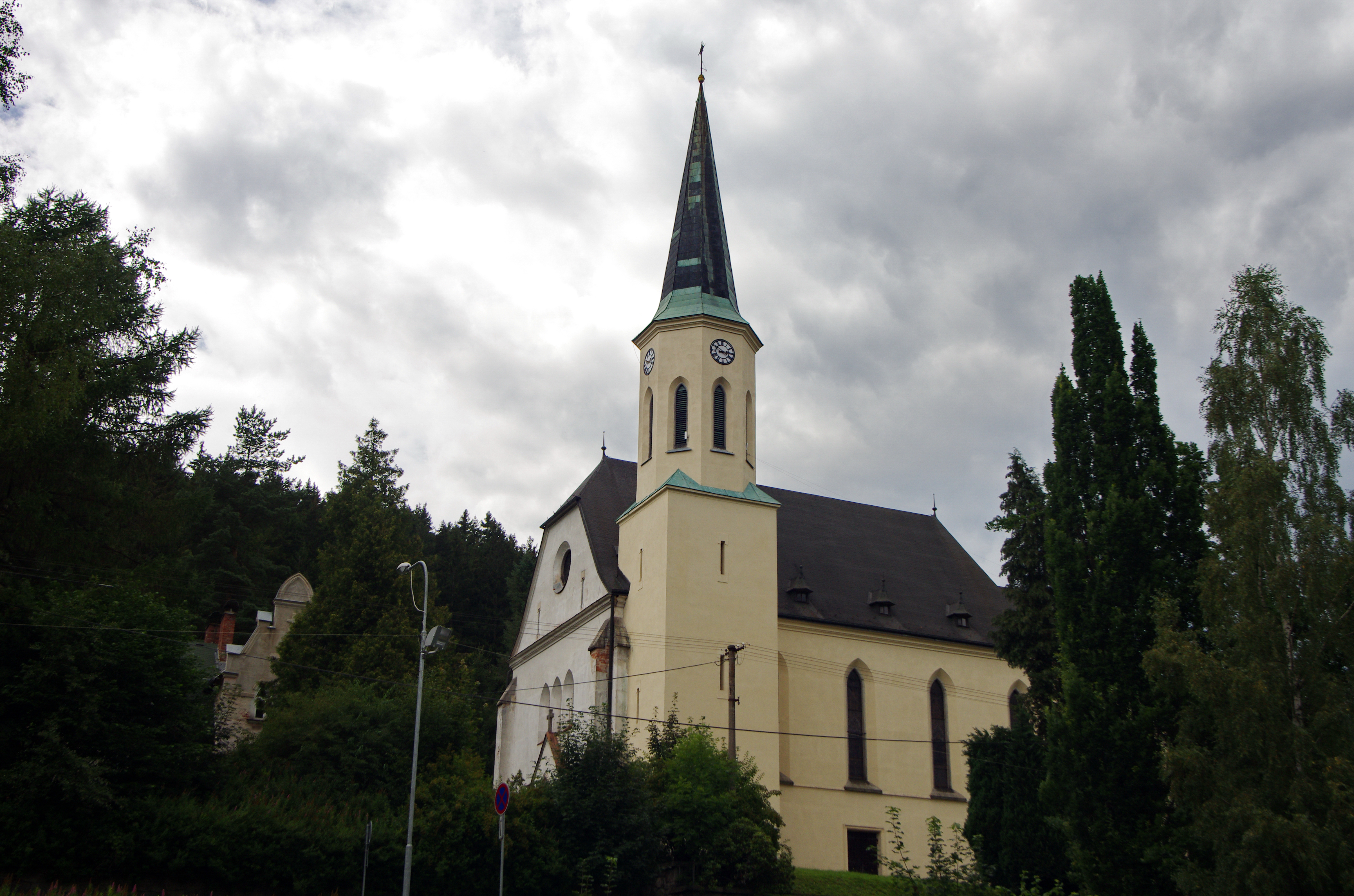
Kostel Nejsvětějšího Srdce Páně

V literatuře se nejčastěji uvádí, že první písemná zmínka o Stříbrné pochází z roku 1601. Údaj vychází z kraslické horní knihy. Tento zápis však nehovoří explicitně o obci, ale o dolování na Stříbrném potoce.
Ze stejného roku je i zápis o propůjčení dvou rudných jam u staré štoly na Stříbrném potoce. Jde tedy spíše o doklad Stříbrného potoka, než o samotné osadě Stříbrná. Zmínky o osidlování tohoto místa jsou však starší. V soudní a městské knize Kraslic se 28. května 1574 uvádí prodej nemovitostí v okolí Stříbrného potoka, v místě dnešní obce. Nezpochybnitelné je, že Stříbrná vděčí za svůj vznik hornictví, které sem zejména v 16. století a v polovině 17. století přivádělo hodně přistěhovalců. Těžila se zde olověná ruda i rudy mědi. Doly na stříbro zde měly nepatrný význam. Ještě dříve se zde provádělo rýžování cínovce ve vodách horských potoků. Z písemností z roku 1611 jsou známa jména některých těchto osídlenců. Byla zde i tavírna, která ovšem v roce 1755 vyhořela. Po jejím obnovení sloužila ještě šestnáct let. Místo se zpočátku vyvíjelo jako část města Kraslice, jako osada v údolí a okolí Stříbrného potoka. Dříve, než tu vznikla samostatná osada, patřily k panství Kraslice tři další osady na Stříbrném potoce. Od roku 1666 patřila Stříbrná Nosticům. Roku 1720 se ve Stříbrné připomíná manufaktura na výrobu mědi a mosazi. Tato mosazárna byla jedinou svého druhu v celém rakouském mocnářství. Povozy naložené mosazí odtud jezdily v létě přes Alpy až do Benátek. Provoz mosazárny zajišťovalo asi 200 dělníků. Tito odborníci byli protestanty a šli sem pracovat s podmínkou, že jim bude zachována náboženská svoboda. Tu jim František Antonín Nostic zaručil.
V období 1720 až 1750 bylo dokonce ve Stříbrné započato se stavbou protestantského kostela. Barokní stavba však nebyla dokončena, neboť došlo k poklesu výroby mosazi a nakonec i k zastavení celého provozu. Dlouho tu stálo torzo s průčelím nedostavěného kostela. Roku 1821 byla opuštěná mosazárna přebudována na továrnu na modrotisk. Ta pracovala do roku 1900. Roku 1823 přišli do Stříbrné majitelé česárny a přádelny vlny v Kraslicích. Vytvořili zde další pracovní příležitosti v textilní výrobě. Od Nosticů koupili zbytky budov zrušené sklárny v Nancy a v rozmezí let 1826 až 1830 tu zbudovali přádelnu vlny. Po roce 1848 však tato přádelna v Nancy zanikla. V letech 1869–1880 byla Stříbrná osadou obce Zelená Hora (Grünberg). Samostatnou obcí se stala Stříbrná roku 1890 a byla obcí okresu Kraslice.  Roku 1914 byla obec elektrifikována, v roce 1931 došlo k otevření kina v hotelu Deutsches Hof. Do života Stříbrné tvrdě zasáhly obě světové války. Roku 1914 začali muži odcházet na frontu. 30. června 1915 byl vypraven z okresu Kraslice transport 150 dělnic do jedné muniční továrny v Dolních Rakousích. Od roku 1961 je Stříbrná obcí v okrese Sokolov.

## Obyvatelstvo
Po odsunu německého obyvatelstva po druhé světové válce došlo k výraznému poklesu počtu obyvatel. Ze Stříbrné odešlo 2 557 obyvatel a obec se postupně vylidňovala. I když do Stříbrné přicházeli noví obyvatelé z vnitrozemí i reemigranti z různých zemí, došlo k devastaci zemědělských a průmyslových podniků i bytového fondu. Část katastru se dostala do hraničního pásma a mnoho opuštěných usedlostí bylo zbořeno, rozstříleno nebo rozkradeno. Od roku 1964 začali postupně do neobývaných nebo rozpadajících se domů přicházet noví obyvatelé, chalupáři a rekreanti. Vzniklo zde i několik rekreačních středisek, školy v přírodě a lyžařské vleky.
Při sčítání lidu v roce 1921 zde žilo 3 867 obyvatel, z nichž bylo pět Čechoslováků, 3 850 Němců a 12 cizinců. K římskokatolické církvi se hlásilo 3 834 obyvatel, 29 k evangelické církvi a čtyři byli bez vyznání.
| Rok            | 1869  | 1880  | 1890  | 1900  | 1910  | 1921  | 1930  | 1950 | 1961 | 1970 | 1980 | 1991 | 2001 | 2011 |
| -------------- | ----- | ----- | ----- | ----- | ----- | ----- | ----- | ---- | ---- | ---- | ---- | ---- | ---- | ---- |
| Počet obyvatel | 2 338 | 2 781 | 2 760 | 3 538 | 4 414 | 3 867 | 3 554 | 742  | 911  | 655  | 523  | 401  | 432  | 418  |
| Počet domů     | 192   | 241   | 269   | 418   | 491   | 508   | 523   | 643  | 244  | 196  | 172  | 191  | 194  | 207  |

| Rok            | 1869  | 1880  | 1890  | 1900  | 1910  | 1921  | 1930  | 1950 | 1961 | 1970 | 1980 | 1991 | 2001 | 2011 |
| -------------- | ----- | ----- | ----- | ----- | ----- | ----- | ----- | ---- | ---- | ---- | ---- | ---- | ---- | ---- |
| Počet obyvatel | 2 764 | 3 218 | 3 204 | 3 971 | 4 868 | 4 279 | 4 526 | 762  | 911  | 655  | 523  | 401  | 432  | 418  |
| Počet domů     | 235   | 289   | 321   | 482   | 556   | 572   | 688   | 710  | 244  | 196  | 172  | 191  | 194  | 207  |

## Památky
- kostel Nejsvětějšího Srdce Páně – pseudogotický kostel z let 1909–1910

## Turismus
Obec a její okolí jsou v létě i v zimě hojně navštěvované turisty. Řada značených turisticky tras i cyklostezek umožňuje túry po západním Krušnohoří. Pro lyžaře je v zimním období k dispozici několik lyžařských vleků a tři lyžařské sjezdovky. Běžkařům slouží upravená Krušnohorská magistrála, spojující nedalekou Bublavu s Božím Darem. Oblíbenou akcí je novoroční výstup na Špičák, nejvyšší vrchol západního Krušnohoří.